# Romerska rikets uppgång och fall
Romerska rikets uppgång och fall (engelska: Ancient Rome: The Rise and Fall of an Empire) är en brittisk dramadokumentärserie från 2006 producerad av BBC. Seriens producent är Mark Hedgecoe och varje avsnitt är dramatiserade dokumentärer som visar sex olika viktiga händelser och vändpunkter i romarrikets historia. Det som skildras är verkliga händelser och personer och baseras på redogörelser från författare som verkade under det romerska rikets dagar. Avsnitten presenteras dock ej i verklig kronologisk ordning.
| ”                                            | Detta är berättelsen om de 500 år då en civilisation som formade vår egen, framträdde och gick under. | „ |
| – berättaren Alisdair Simpsons inledande ord | |   |

## Sex avsnitt
- 1. Nero | ”                  | Detta är berättelsen om vad som hände när världens mäktigaste man miste förståndet och förde kejsardömet till undergångens rand. | „ |
| – Alisdair Simpson | |   |

- 2. Caesar | ”                  | Han riskerade allt för att störta statens styre och göra revolution. | „ |
| – Alisdair Simpson |                                                                      |   |

- 3. Revolution (Tiberius Gracchus)| ”                  | Innan kejsartiden tog vid fick unge Tiberius Gracchus lära sig vikten av "heder och rättvisa". [...] Han inledde en revolution som ändrade Roms historia. | „ |
| – Alisdair Simpson | |   |

- 4. Uppror (i Judéen) | ”                  | Det här är historien om hur de (general Vespasianus och hans son Titus) krossade upproret. [...] Deras belöning blev att båda utsågs till kejsare. | „ |
| – Alisdair Simpson | |   |

- 5. Konstantin den store | ”                  | Konstantin förändrade riket i grunden och lämnade ett större arv efter sig än någon annan av Roms kejsare, nämligen en ny världsreligion. [...] Kristendomen. | „ |
| – Alisdair Simpson | |   |

- 6. Roms fall | ”                  | Det här är historien om hur det romerska riket gick under. Det handlar om en svag kejsare (Honorius) som försökte vara stark och om en barbarkung (Alarik) som ville att rättvisa skipades. Det handlar om hur förräderi och girighet fick antikens främsta stad på fall. Och om varför det inte borde ha hänt. | „ |
| – Alisdair Simpson | |   |

## Rollista i urval
- Lyall B. Watson – Petronius
- James D'Arcy – Tiberius Gracchus
- Sean Pertwee – Julius Caesar
- Michael Sheen – Kejsare Nero
- Ed Stoppard – Josefus
- David Threlfall – Konstantin den store
- Pip Torrens – Olympius
- Jonathan Coy – Florius
- Alex Ferns – Marcus Antonius
- Greg Hicks – Aenilianus
- Alastair Mackenzie – Ataulf
- Michael Maloney – senator Natalis
- Catherine McCormack – Poppea
- Peter Firth – Vespasianus
- Geraldine James – Cornelia
- Tom Bell – Nasica
- David Warner – Pulcher
- James Hillier – Octavius